# 電気音響変換器
電気音響変換器（でんきおんきょうへんかんき、Electroacoustical transducer）とは、音響的な振動を電気的な量の変化に変換、あるいは、その逆に変換する装置である。音響トランスデューサとも呼ばれる。
ただし、音響的振動を電気信号の間で直接変換を行うのではなく、音響的振動を機械的振動に変換してから電気的変化（あるいはこの逆の変換）を行うので、実質的には機械的振動を電気的信号に変換（あるいはこの逆変換）することから、機械電気変換器・電気機械変換器（Electromechanical transducer）ともいう。

## 概要
音響的な振動を電気的な信号に変換したり、その逆変換を行う装置として代表的なものは以下のものがある。
- 音響から電気へ：マイクロフォン
- 電気から音響へ：スピーカー・ヘッドフォン・イヤフォン・超音波振動子

これらは音響的振動（空気の振動波）を一旦機械的な振動に置き換え、この振動を用いて電気的な信号やインピーダンスの変化に変換、あるいはこの逆の変換を行っている。
電気音響変換器では、音響振動と電気信号間の変換がが原理的に可逆的であるものと非可逆的なものに分かれ、変換機構としては、可逆型では磁界を利用するものと電界を利用するものに分かれる。
磁界を利用するものでは、磁界を発生するコイル自体が動く動電型と、磁界によって磁性を持つ振動板自体が動く電磁型、磁性体の磁化による歪みを利用する磁歪型（磁気歪み型とも）がある。
電界を利用するものでは、空間の電界によって振動板が動く静電型と、固体内部の電界変化を用いる圧電型がある。
これらをまとめると下表のように分類できる。
| 可逆性 | 変換機構       | 変換器名                                   | 主な装置 |
| ------ | -------------- | ------------------------------------------ | --- |
| 可逆   | 電磁型         | 動電変換器 electrodynamic transducer       | 可動コイルマイクロフォン、ダイナミックマイクロフォン、リボンマイクロフォン、ダイナミックヘッドフォン、ダイナミックスピーカー |
| 可逆   | 電磁型         | 電磁変換器 electromagnetic transducer      | マグネチックマイクロフォン、マグネチックヘッドフォン                                                                         |
| 可逆   | 電磁型         | 磁歪変換器 magnetostriction transducer     | 磁気歪み受波器 |
| 可逆   | 静電型         | 静電変換器 electrostatic transducer        | コンデンサマイクロフォン、静電型ヘッドフォン                                                                                 |
| 可逆   | 静電型         | 圧電変換器 piezoelectric transducer        | クリスタルマイクロフォン、クリスタルイヤフォン                                                                               |
| 可逆   | 静電型         | 電気歪み変換器 electrostriction transducer | 電気歪み受波器 |
| 非可逆 | 機械電気変換型 | 抵抗またはリアクタンス変化型変換器         | カーボンマイクロフォン |
| 非可逆 | 機械電気変換型 | 熱型変換器                                 | 熱線マイクロフォン |
| 非可逆 | 電気機械変換型 | 摩擦型変換器                               | |
| 非可逆 | 電気機械変換型 | 熱型変換器                                 | |

なお、電磁型変換器では、電気端子に流す電流({\displaystyle i})によって生じる駆動力({\displaystyle f})、および、振動する速度({\displaystyle v})によって生じる起電力({\displaystyle e})の間には比例する定数 {\displaystyle A} があり、これを力係数（ちからけいすう）という。
同様に静電型変換器では、電気端子に印加する電圧によって生じる駆動力、および、振動する速度によって生じる起電力の間の比例定数も力係数として定義される。

## 電気音響変換器の機構
電気音響変換器は既に述べたように、可逆/非可逆、磁界/電界/その他、の機構に分類できる。ここでは良く用いられる機構について説明する。

### 電磁変換型

#### 動電変換器

動電変換器 (ElectroDynamic transducer)

直流磁界中に直角の方向に導体（コイル）を配して電流を流すと、磁界と電流双方に直角となるような力が生じる（フレミングの左手の法則）。ここで、空気を振動させる振動板をコイルに固定し、コイルが自由に動くようにすれば、電流を流すことによって振動板が動いて空気を振動させて音声信号に変換することができる。逆に、コイルを移動させると電流を流すような起電力を生じる（フレミングの右手の法則）ので、音声信号が振動板を動かすことによってコイルに電流が流れる電気信号に変換することができる。
右図では、振動板に固定されたコイルは永久磁石による静磁界の中に配している。振動板は柔軟性を持つエッジにより支持され外部に固定される。コイルに交流信号を与えると静磁界の中に交流信号に応じた磁界が発生し、フレミングの左手の法則により上下方向の力が発生するので、それによりコイルを含めて振動板が移動することで、空気を振動させることができる。つまり、交流信号により音声信号が発生する。
この機構は可逆的であり、空気の振動によってコイルを含めた振動板が上下に移動することでコイルに交流信号が発生する。
導体（コイル）に流す電流 {\displaystyle i} と生じる力 {\displaystyle f} との間、および、導体を動かす速度 {\displaystyle v} と発生する起電力 {\displaystyle e} の間には比例関係があり、電流と磁界の直接作用を用いた理想的な変換機構といえる。歪みが少なく大振幅を扱えるが、強い磁束が必要なため強力な永久磁石が必要であり大型、高価になりやすい。高音質用途に向く。

#### 電磁変換器

電磁変換器 (ElectroMagnetic-transducer)

磁石で作られる直流磁界中に磁性体を用いた振動板を配する。ここにさらにコイルによる交流磁界を重畳することにより、振動板にかかる吸引力が変化する。これにより振動板が動くことを利用し音声振動を発生させる。逆に振動板が音声により振動板が動くと磁界が変化するので、その変化分がコイルの起電力となる。
構造上、振動板は常に磁石の吸引力が働くため、振動板が切片に吸着しないように十分な強さの弾性体であるエッジで支えなければならない。音声 - 電気間の変換は非線形の歪みを有するが、振動部分に電流を流す必要が無く構造的には簡単である。コイルの巻数を増やすことが容易であることから磁石の小型化が可能であり、この点は動電変換器よりも有利である。
丈夫で安価であることから電話の受話器に広く用いられていた。

#### 磁歪変換器

磁歪変換器 (MagnetoStriction transducer)

磁歪、つまり磁性体を磁化させると磁化の方向に変形しようとする力（ジュール効果）、および、磁化している磁性体を変形させると透磁率が変化することで磁束が変化する（ビラリ効果）を利用する。棒状あるいは環状の磁性材料にコイルを巻き直流電流を流しておき磁化させ、さらに交流電流を流すとジュール効果によって応じた歪みが生じる。なお、磁化の向きがどちらでも変形の方向は同じである。
逆変換であるビラリ効果を用いるには大きな変形力が必要なため、振動しやすいように共振させる状態で用いる。主に超音波用途である。

### 静電変換型

#### 静電変換器

静電変換器 (ElectroStatic-transducer)

対向する導電性電極板間に電圧を加えると互いに引き合う現象を利用している。ただし、電圧の極性がどちらでも吸引力となるので、あらかじめ直流電圧を印加しておき、さらに変化分である交流電圧を加えて使用する。
力の変化分は電圧の変化分（交流電圧分）にほぼ比例する。
構造上、振動側電極にかかる吸引力に抗しつつ弾性的に保持する必要があり大振幅を得にくい。また、変換器のインピーダンスは容量性リアクタンスであり周波数が高くなるにつれて低くなるという欠点がある。しかし、構造が簡単であり、小振幅で済む用途であるマイクロフォンやイヤフォンなどに使われる。

#### 圧電変換器

圧電変換器 (PiezoElectric transducer)
バイモルフ変換器 (Bimorph transducer)

水晶やロッシェル塩などの圧電性物質の結晶片に外力を加えて歪ませると対向する面に正負の電荷が現れる圧電気直接効果、および、逆に対向する面に正負の電圧を加えると歪みが生じる圧電気逆効果を用いる。この電荷量と歪み量はほぼ比例する。
圧電効果には、歪みの方向と電荷の現れる方向が同じ圧電気縦効果と、歪みの方向と電荷の現れる方向が互いに直角になる圧電気横効果があり、これらとは異なるすべり歪みを生じさせることも可能である。
上図左の静電変換器は圧電気横効果を用いた例であり、電極間の電圧変化により電極とは直角方向（図の横方向）に長さが変化する。一端を固定すれば他端側の位置が変動するので電圧が振動に変換される。
上図右はロッシェル塩を用いた場合に使われるバイモルフ変換器であり、2枚の圧電体をそれぞれ電極で挟んで貼り合わせ、中側電極と両外側電極の間に電圧を印加する。この構造では2枚の圧電体は互いに逆方向に伸び縮みするので小さな駆動電圧で大きな振幅が得られる。

#### 電気歪み変換器
チタン酸バリウム系磁器やチタン酸ジルコン酸鉛系磁器に代表される強誘電体では、外部電界に対してその2乗に比例する歪みが発生する。これを電気歪み効果（電歪現象）といい、この現象を用いた機構を電気歪み変換器という。

### 非可逆型変換器
非可逆型変換器は、可逆型と異なり、音響（機械）的振動を電気信号へ変換する機械電気変換機構、あるいは、その逆のみを行うことができる電気機械変換機構である。いずれも電気音響変換器としてはほとんど用いられなくなっているが、エジソンが発明した電話送話器（カーボンマイクロフォン）、抵抗線ひずみ計の抵抗変化型変換器や、放電現象を用いたプラズマスピーカー(ionophone)などに適用されている。